# Bagé (Rio Grande do Sul)
Pour les articles homonymes, voir Bagé.
Bagé est une ville brésilienne du Sud-Ouest de l'État du Rio Grande do Sul, faisant partie de la microrégion Campanha méridionale. 

## Géographie
La ville est située à 373 km au sud-ouest de Porto Alegre, capitale de l'État. Elle se situe à une latitude de 31° 19′ 59″ sud et à une longitude de 54° 06′ 20″ ouest, à une altitude de 212- mètres. Sa population était estimée à 112 550, pour une superficie de 4 096 km2.
La ville fait frontière avec l'Uruguay par le département uruguayen de Rivera.
Bagé possède un aéroport (code AITA : BGX).

## Villes voisines
- Dom Pedrito
- Lavras do Sul
- Caçapava do Sul
- Santana da Boa Vista
- Pinheiro Machado
- Candiota
- Hulha Negra
- Aceguá

## Personnalité
- José A. Terry (1846-1910), homme politique argentin